# Klaus Richtzenhain
Paul Walter Klaus Richtzenhain (ur. 1 listopada 1934 w Berlinie, zm. 2025) – wschodnioniemiecki lekkoatleta (średniodystansowiec), wicemistrz olimpijski z 1956.
Startując we wspólnej reprezentacji Niemiec zdobył srebrny medal na igrzyskach olimpijskich w 1956 w Melbourne w biegu na 1500 metrów (za Irlandczykiem Ronem Delanym, a przed Australijczykiem Johnem Landym). Startował na tych igrzyskach również w biegu na 800 metrów, ale odpadł w przedbiegach.
Na mistrzostwach Europy w 1958 w Sztokholmie Richtzenhain odpadł w eliminacjach biegu na 1500 metrów. Był mistrzem NRD w biegu na 800 metrów w 1956 i w biegu na 1500 metrów w 1955, 1957 i 1958.
W 1960 doznał kontuzji, w wyniku której w następnym roku zakończył sportową karierę. Mieszkał w Erfurcie, gdzie zmarł w 2025.